# Džuveč
Džuveč dobimo z mešanjem različnih vrst vrtnin, od katerih prevladujeta paprika in paradižnik. Plodovi oziroma kosi plodov ne smejo biti razkuhani, v homogeniziranem vzorcu ne sme biti več kot 2% soli. Naliv je gostljat paradižnikov sok. Na deklaraciji mora biti navedena vrsta vrtnin po količinskem zaporedju.